# Palco (teatro)

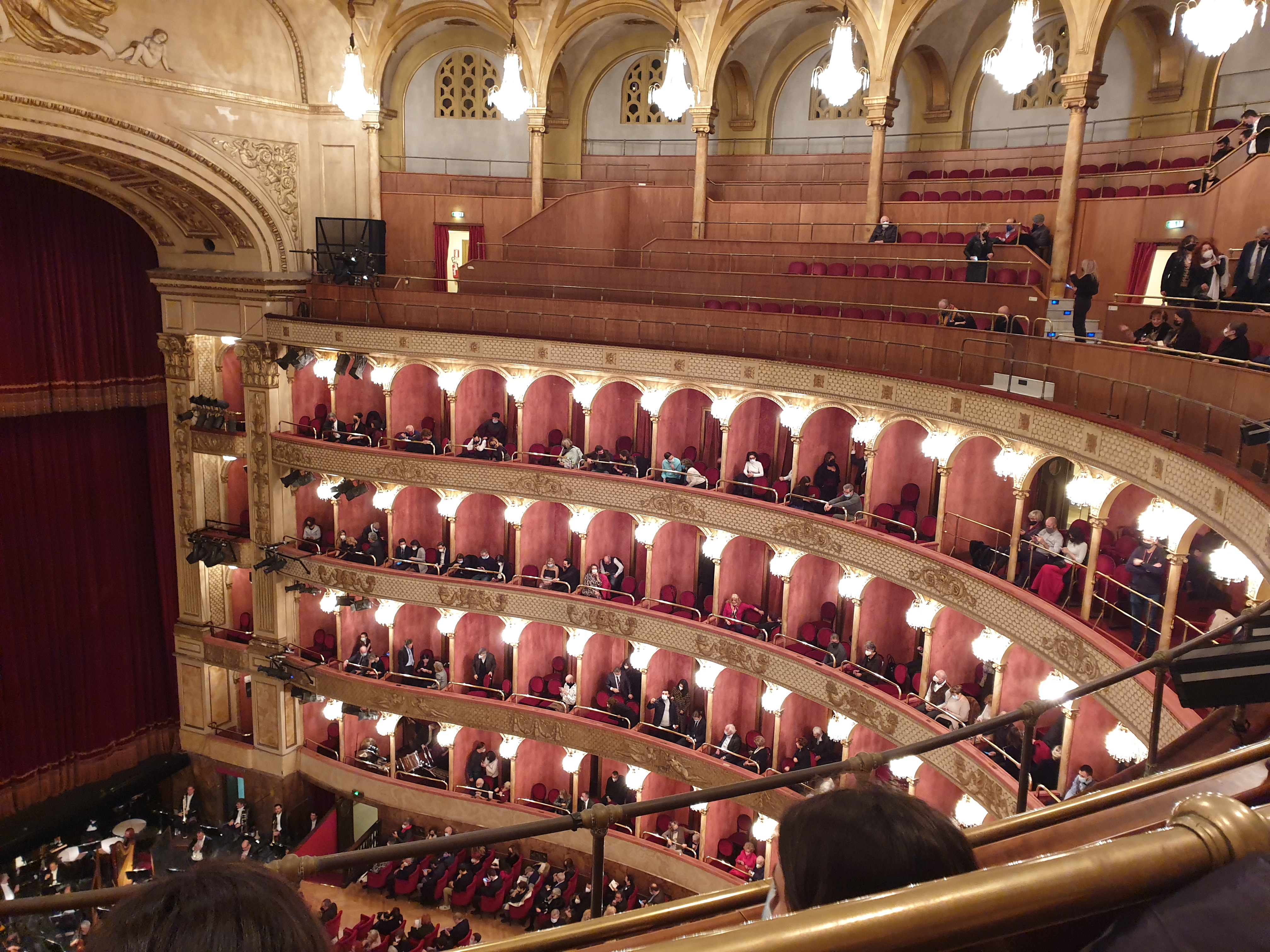
I palchi del Teatro dell'Opera di Roma

I palchi o palchetti sono degli elementi architettonici presenti in alcuni teatri in cui prendono posto gli spettatori, che così assistono alla rappresentazione dalle pareti (laterali e di fronte al palcoscenico) della sala.  Sono separati tra loro e divisi in altezza per ordini. 
Caratteristici del teatro all'italiana, i palchi storicamente erano utilizzati dagli aristocratici, che li affittavano da società di palchettisti, mentre il resto della popolazione, che in genere non aveva la disponibilità economica necessaria per utilizzare i palchi, assisteva dalla platea.
Particolari tipi di palchi sono il palco reale e la barcaccia.